# Лишан-Сюнар
Лиша́н-Сюна́р (фр. Lichans-Sunhar) — коммуна во Франции, находится в регионе Аквитания. Департамент — Атлантические Пиренеи. Входит в состав кантона Монтань-Баск. Округ коммуны — Олорон-Сент-Мари.
Код INSEE коммуны — 64340.

## География

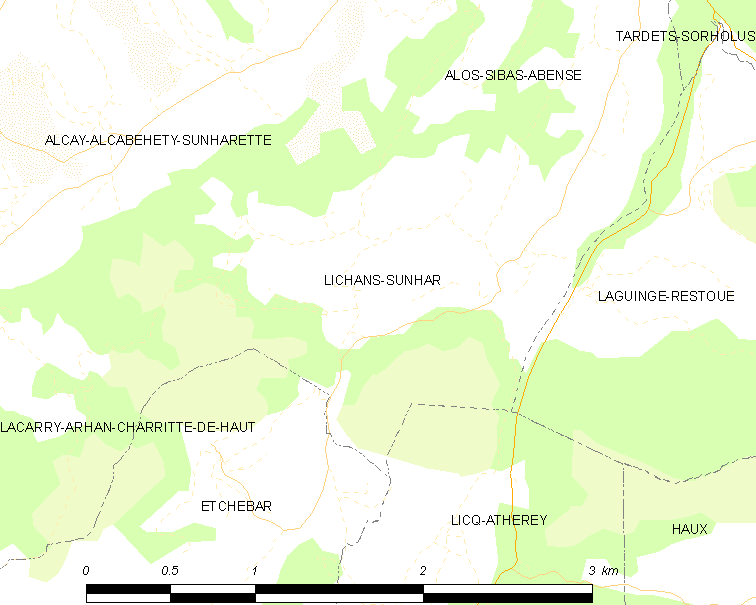
Карта коммуны

Коммуна расположена приблизительно в 690 км к югу от Парижа, в 200 км южнее Бордо, в 50 км к юго-западу от По.
На востоке коммуны протекает река Сезон.

### Климат
Климат тёплый океанический. Зима мягкая, средняя температура января — от +5°С до +13°С, температуры ниже −10 °C бывают редко. Снег выпадает около 15 дней в году с ноября по апрель. Максимальная температура летом порядка 20-30 °C, выше 35 °C бывает очень редко. Количество осадков высокое, порядка 1100 мм в год. Характерна безветренная погода, сильные ветры очень редки.

## Население
Население коммуны на 2010 год составляло 67 человек.
| 1962 | 1968 | 1975 | 1982 | 1990 | 1999 | 2010 |
| ---- | ---- | ---- | ---- | ---- | ---- | ---- |
| 105  | 107  | 83   | 83   | 93   | 81   | 67   |

## Администрация
| Период | Период | Фамилия              | Партия | Примечания |
| ------ | ------ | -------------------- | ------ | ---------- |
| 1995   | 2014   | Жан-Пьер Либильбеэти |        |            |
| 2014   | 2020   | Моник Эльгуаен       |        |            |

## Экономика
В 2010 году среди 42 человек трудоспособного возраста (15-64 лет) 32 были экономически активными, 10 — неактивными (показатель активности — 76,2 %, в 1999 году было 66,0 %). Из 32 активных жителей работали 30 человек (17 мужчин и 13 женщин), безработных было 2 (2 мужчин и 0 женщин). Среди 10 неактивных 0 человек были учениками или студентами, 7 — пенсионерами, 3 были неактивными по другим причинам.

## Фотогалерея

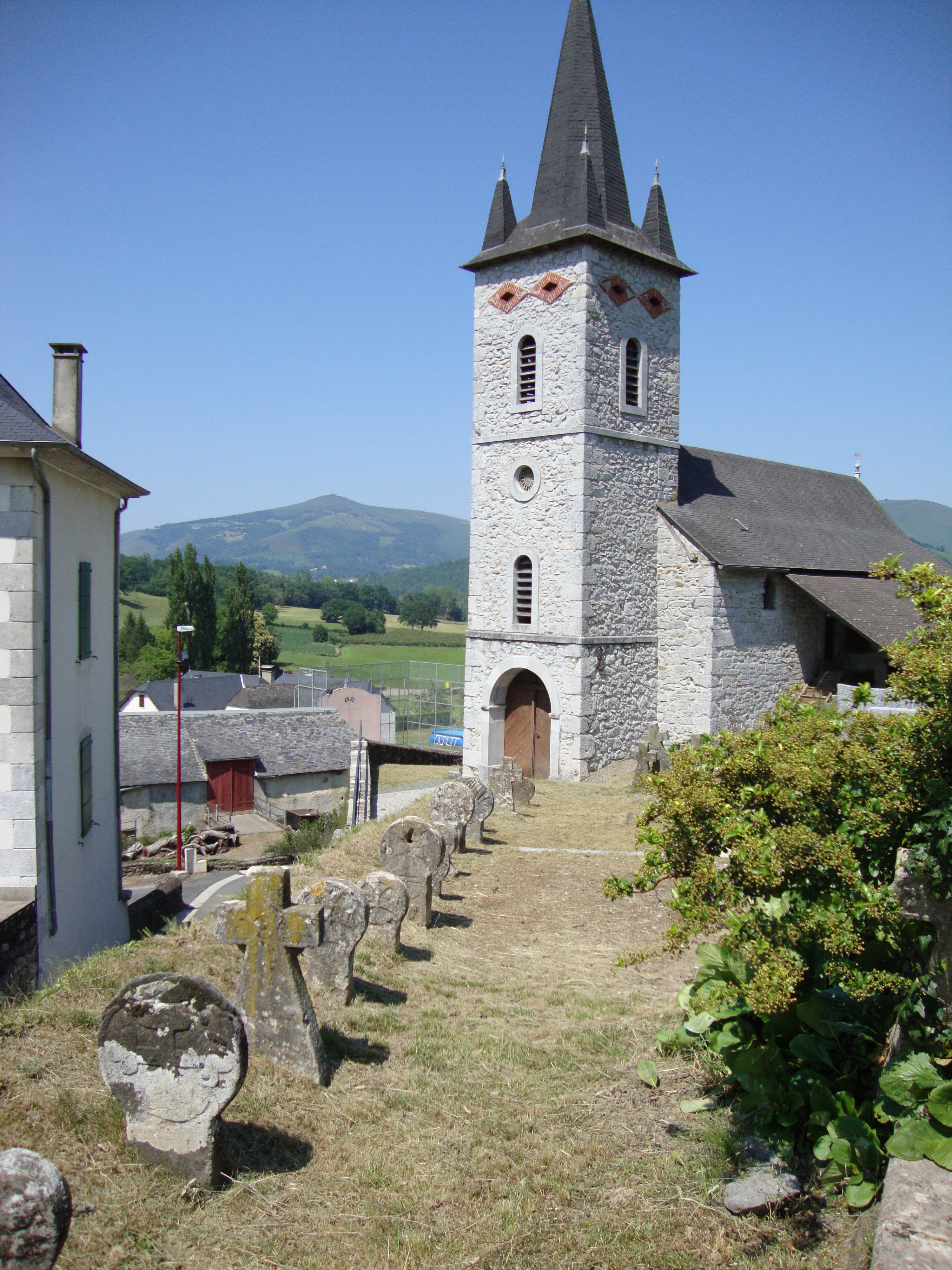
Церковь в деревне Лишан
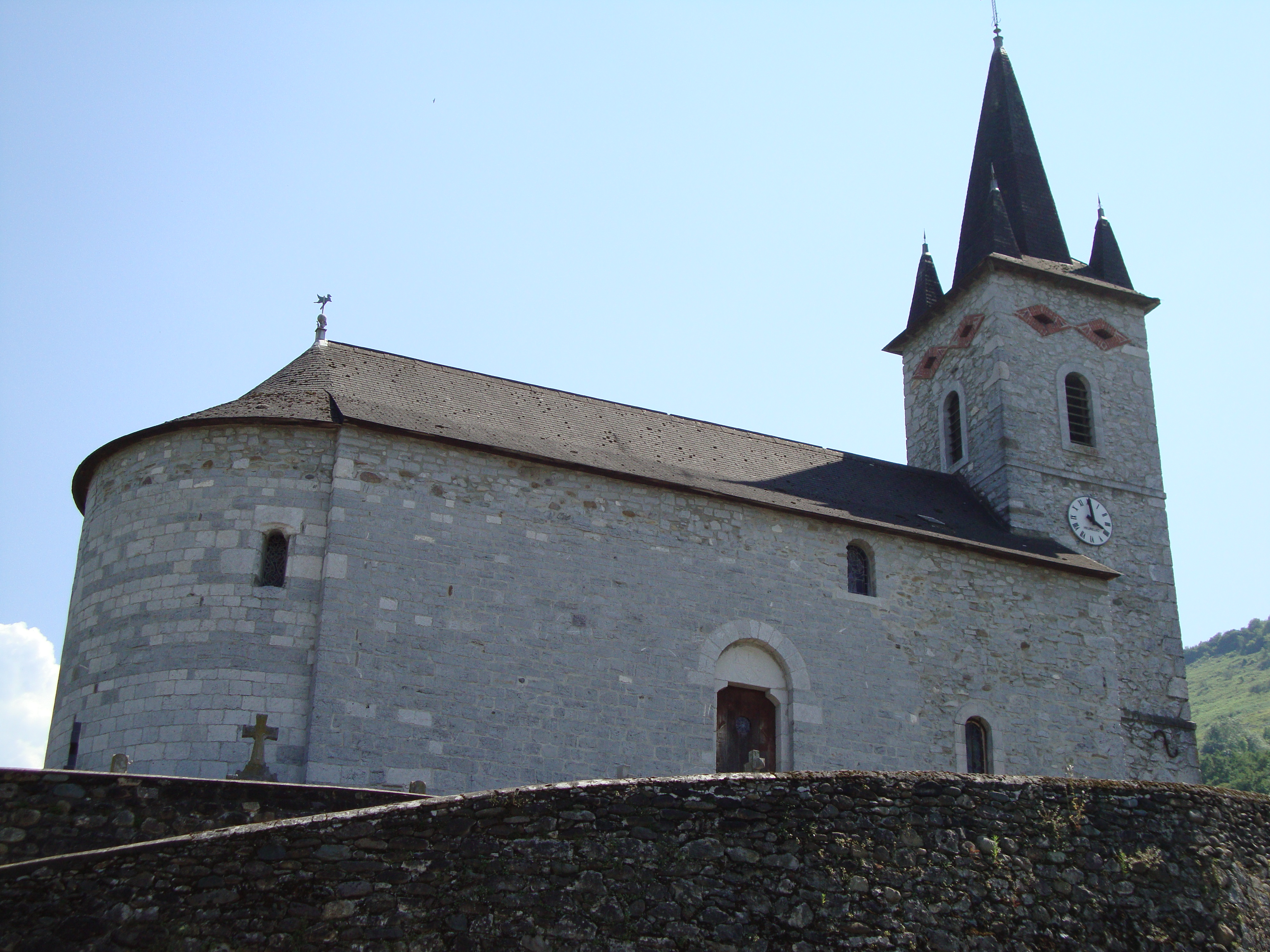
Церковь в деревне Лишан
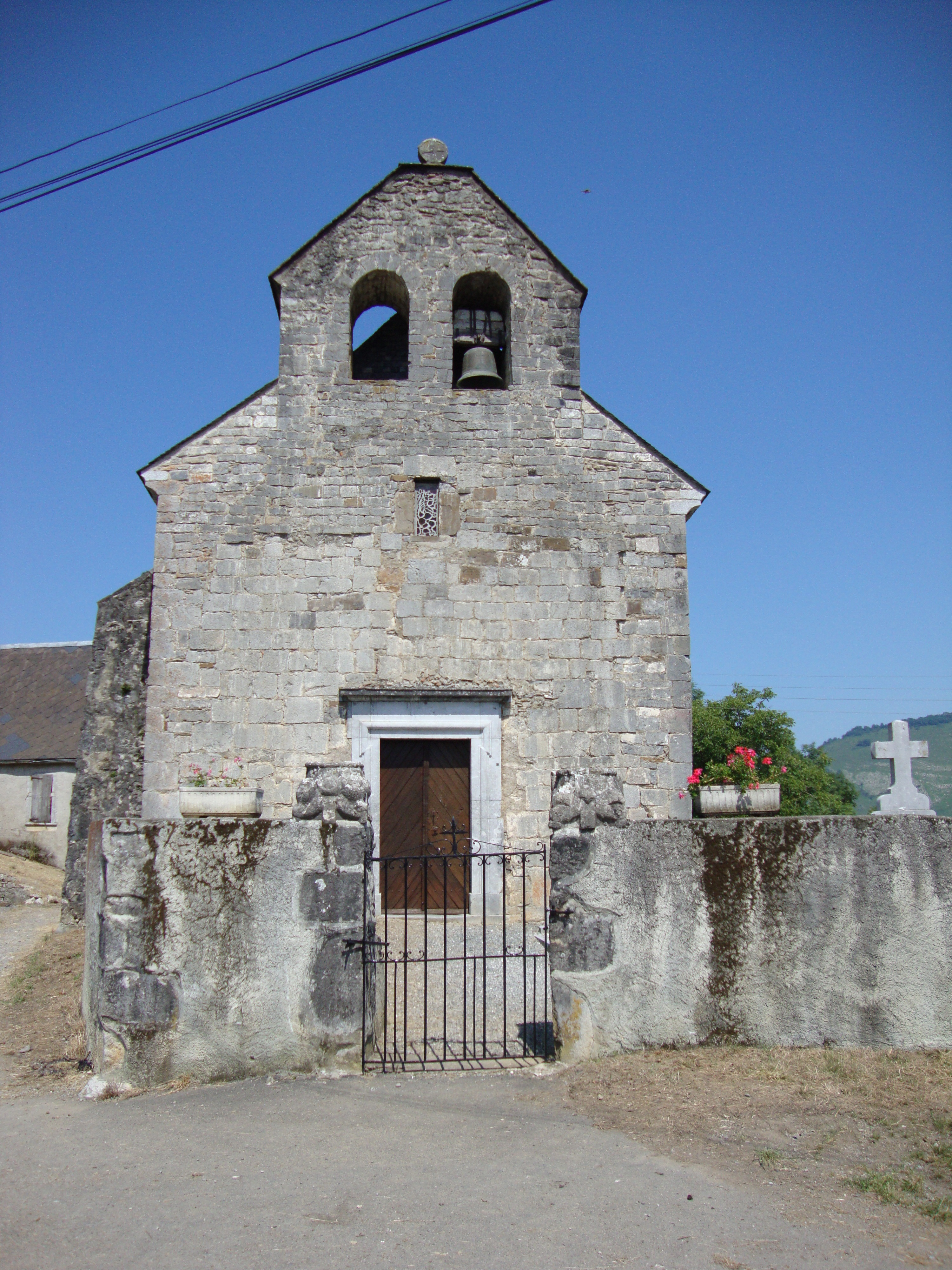
Церковь в деревне Сюнар
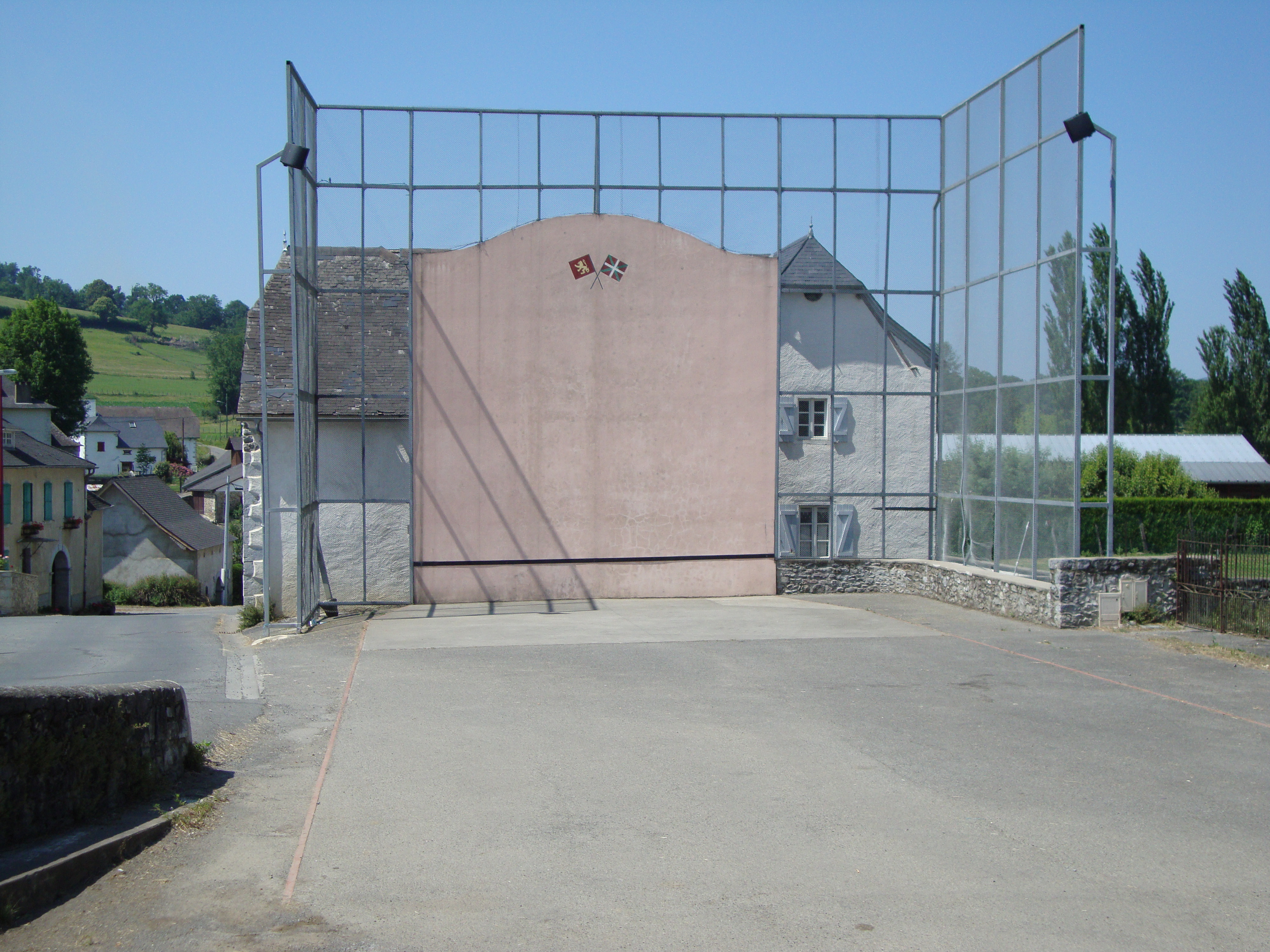
Фронтон (площадка для игры в пелоту)
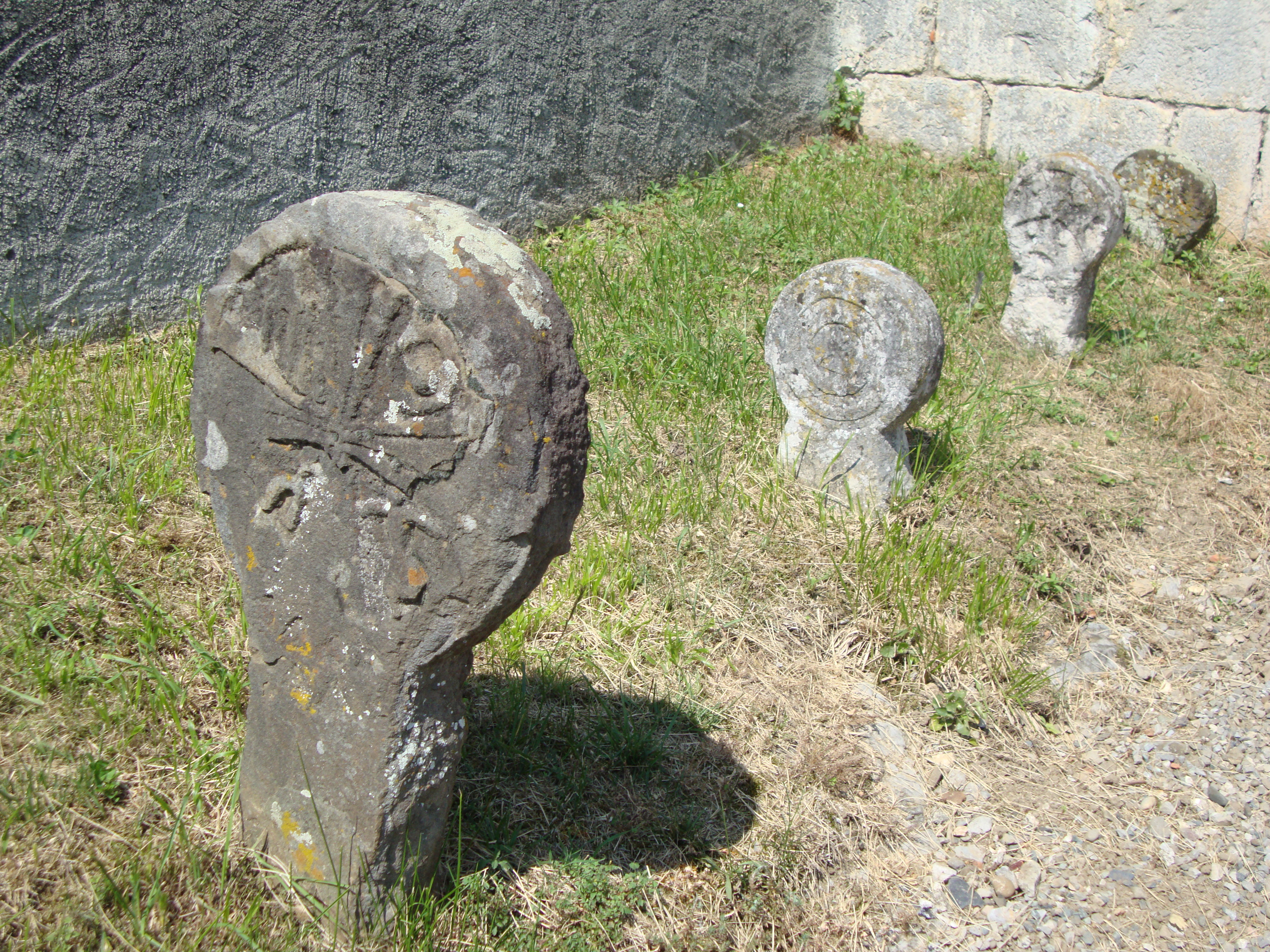
Баскские стелы